# Чемпионат Италии по футболу (Серия A)
Се́рия A (итал. Serie A, итальянское произношение: [ˈsɛːrje ˈa]) — профессиональная футбольная лига, высший дивизион системы футбольных лиг Италии, является одним из самых сильных футбольных дивизионов в мире, занимая в таблице коэффициентов УЕФА третье место, после чемпионатов Англии и Испании (по состоянию на 2025 год). В 2020 году Серия А была признана сильнейшей футбольной лигой мира по версии IFFHS.
Победитель Серии А размещает на своей форме скудетто, а также получает кубок. Этот турнир был основан в 1898 году, тогда соревнование проходило по группам, разделённым по региональному принципу, однако с 1929 года Серия А сменила формат, с тех пор команды-участники играют по круговой системе. Официальный спонсор турнира — Telecom Italia Mobile, из-за чего Серия А официально называется Серия А TIM (итал. Serie A TIM).
Действующий чемпион — клуб «Наполи», объявленный победителем в последнем туре чемпионата. Футболисты клуба завоевали титул в четвёртый раз.

## Формат
Начиная с сезона 2004/2005 в Серии А принимают участие 20 команд. В течение футбольного сезона (с августа по май) каждый из клубов дважды встречается с другим: одна игра проходит на арене первого, другая, соответственно, второго. Таким образом, за сезон клуб проводит 38 матчей (19 в 1-м круге, andata, и 19 во 2-м, ritorno). Последовательность встреч в обоих кругах идентична.
Клубы получают три очка за победу и одно — за ничью. За поражение очков не даётся. В случае, если команды набрали одинаковое количество очков, места распределяются согласно результатам встреч между ними. Если этот показатель не позволяет определить места, занятые командами, они распределяются по лучшей разнице забитых и пропущенных мячей. При равенстве данного показателя более высокое место занимает команда, на счету которой больше забитых голов. Если их количество равно, назначается жеребьёвка. В конце каждого сезона клуб, набравший больше всего очков, объявляется победителем. Три команды, расположившиеся в самом конце турнирной таблицы (то есть занявшие 18-е, 19-е, 20-е места), переходят в Серию Б.
4 клуба, занявшие места с 1-го по 4-е, квалифицируются в Лигу чемпионов. 5-е и 6-е места дают право выступать в Лиге Европы. Третьим в Лигу Европы квалифицируется клуб, выигравший Кубок Италии. Но если обладатель Кубка Италии уже получил право участвовать в розыгрыше Лиги чемпионов или Лиге Европы через чемпионат, то путёвка отдаётся 7-й команде чемпионата.

## История
Серия А в своём нынешнем формате стартовала в 1929 году. С 1898 по 1929 соревнование проходило по группам, разделённым по региональному принципу. «Торино» отказалось участвовать в розыгрыше сезона 1948/1949 вследствие авиакатастрофы, произошедшей ближе к концу сезона и унёсшей жизни большей части команды.
Розыгрыш Серии А часто называют «скудетто» (от итал. Scudetto — «маленький щит»), так как победившая команда в последующем сезоне носит небольшую нашивку с итальянским триколором на своей форме. Наиболее успешным клубом Серии А является «Ювентус», который побеждал 36 раз; следующий за ним — «Интернационале» (20), «Милан» (19) и «Дженоа» (9). За каждые десять выигранных титулов клуб получает право носить небольшую золотую звёздочку над эмблемой; таким образом, «Ювентус» имеет три звезды, «Интернационале» — две, а «Милан» — одну.
В 2006 году Серию А потряс скандал, связанный с «покупными» матчами. «Ювентус», «Милан», «Лацио», «Фиорентина» и «Реджина» были призваны к ответу, как и некоторые из судей. Первое судебное заседание постановило лишить «Старую Синьору» двух последних чемпионских титулов, «Милан» был дисквалифицирован из еврокубков, а такие клубы, как «Фиорентина», «Лацио» и вновь «Ювентус», понижены до Серии B. После повторного разбирательства санкции по отношению к «Фиорентине» и «Лацио» были заметно смягчены — им позволили остаться в элитном дивизионе, тогда как «бьянконери» не избежали опалы. Кроме того, «Милану» позволили участвовать в Лиге чемпионов, только начал он не с группового этапа, а с третьего квалификационного раунда. С «Реджины» первоначально сняли 15 очков в Серии А, но наказание этой команды было смягчено до 11 очков.
В феврале 2007 года футбольную Италию потрясла новая трагедия: в ходе сицилийского дерби «Палермо» — «Катания» был убит полицейский Филиппо Ракити. Решением федерации футбола чемпионат был временно приостановлен.

## Победители
| Год       | Клуб                   | Город             |
| --------- | ---------------------- | ----------------- |
| 1898      | «Дженоа»               | Генуя             |
| 1899      | «Дженоа»               | Генуя             |
| 1900      | «Дженоа»               | Генуя             |
| 1901      | «Милан»                | Милан             |
| 1902      | «Дженоа»               | Генуя             |
| 1903      | «Дженоа»               | Генуя             |
| 1904      | «Дженоа»               | Генуя             |
| 1905      | «Ювентус»              | Турин             |
| 1906      | «Милан»                | Милан             |
| 1907      | «Милан»                | Милан             |
| 1908      | «Про Верчелли»         | Верчелли          |
| 1909      | «Про Верчелли»         | Верчелли          |
| 1910      | «Интернационале»       | Милан             |
| 1911      | «Про Верчелли»         | Верчелли          |
| 1912      | «Про Верчелли»         | Верчелли          |
| 1913      | «Про Верчелли»         | Верчелли          |
| 1914      | «Казале»               | Казале Монферрато |
| 1915      | «Дженоа»               | Генуя             |
| 1920      | «Интернационале»       | Милан             |
| 1921      | «Про Верчелли»         | Верчелли          |
| 1922 CCI  | «Про Верчелли»         | Верчелли          |
| 1922 FIGC | «Новезе»               | Нови-Лигуре       |
| 1923      | «Дженоа»               | Генуя             |
| 1924      | «Дженоа»               | Генуя             |
| 1925      | «Болонья»              | Болонья           |
| 1926      | «Ювентус»              | Турин             |
| 1927      | «Торино»*              | Турин             |
| 1928      | «Торино»               | Турин             |
| 1929      | «Болонья»              | Болонья           |
| 1930      | «Амброзиана»           | Милан             |
| 1931      | «Ювентус»              | Турин             |
| 1932      | «Ювентус»              | Турин             |
| 1933      | «Ювентус»              | Турин             |
| 1934      | «Ювентус»              | Турин             |
| 1935      | «Ювентус»              | Турин             |
| 1936      | «Болонья»              | Болонья           |
| 1937      | «Болонья»              | Болонья           |
| 1938      | «Амброзиана-Интер»     | Милан             |
| 1939      | «Болонья»              | Болонья           |
| 1940      | «Амброзиана-Интер»     | Милан             |
| 1941      | «Болонья»              | Болонья           |
| 1942      | «Рома»                 | Рим               |
| 1943      | «Торино»               | Турин             |
| 1944      | «Виджили-дель-Фуоко»** | Специя            |
| 1946      | «Торино»***            | Турин             |
| 1947      | «Торино»               | Турин             |
| 1948      | «Торино»               | Турин             |
| 1949      | «Торино»               | Турин             |
| 1950      | «Ювентус»              | Турин             |
| 1951      | «Милан»                | Милан             |
| 1952      | «Ювентус»              | Турин             |
| 1953      | «Интернационале»       | Милан             |
| 1954      | «Интернационале»       | Милан             |
| 1955      | «Милан»                | Милан             |
| 1956      | «Фиорентина»           | Флоренция         |
| 1957      | «Милан»                | Милан             |
| 1958      | «Ювентус»              | Турин             |
| 1959      | «Милан»                | Милан             |
| 1960      | «Ювентус»              | Турин             |
| 1961      | «Ювентус»              | Турин             |
| 1962      | «Милан»                | Милан             |
| 1963      | «Интернационале»       | Милан             |
| 1964      | «Болонья»              | Болонья           |
| 1965      | «Интернационале»       | Милан             |
| 1966      | «Интернационале»       | Милан             |
| 1967      | «Ювентус»              | Турин             |
| 1968      | «Милан»                | Милан             |
| 1969      | «Фиорентина»           | Флоренция         |
| 1970      | «Кальяри»              | Кальяри           |
| 1971      | «Интернационале»       | Милан             |
| 1972      | «Ювентус»              | Турин             |
| 1973      | «Ювентус»              | Турин             |
| 1974      | «Лацио»                | Рим               |
| 1975      | «Ювентус»              | Турин             |
| 1976      | «Торино»               | Турин             |
| 1977      | «Ювентус»              | Турин             |
| 1978      | «Ювентус»              | Турин             |
| 1979      | «Милан»                | Милан             |
| 1980      | «Интернационале»       | Милан             |
| 1981      | «Ювентус»              | Турин             |
| 1982      | «Ювентус»              | Турин             |
| 1983      | «Рома»                 | Рим               |
| 1984      | «Ювентус»              | Турин             |
| 1985      | «Эллас Верона»         | Верона            |
| 1986      | «Ювентус»              | Турин             |
| 1987      | «Наполи»               | Неаполь           |
| 1988      | «Милан»                | Милан             |
| 1989      | «Интернационале»       | Милан             |
| 1990      | «Наполи»               | Неаполь           |
| 1991      | «Сампдория»            | Генуя             |
| 1992      | «Милан»                | Милан             |
| 1993      | «Милан»                | Милан             |
| 1994      | «Милан»                | Милан             |
| 1995      | «Ювентус»              | Турин             |
| 1996      | «Милан»                | Милан             |
| 1997      | «Ювентус»              | Турин             |
| 1998      | «Ювентус»              | Турин             |
| 1999      | «Милан»                | Милан             |
| 2000      | «Лацио»                | Рим               |
| 2001      | «Рома»                 | Рим               |
| 2002      | «Ювентус»              | Турин             |
| 2003      | «Ювентус»              | Турин             |
| 2004      | «Милан»                | Милан             |
| 2005      | «Ювентус»*             | Турин             |
| 2006      | «Интернационале»       | Милан             |
| 2007      | «Интернационале»       | Милан             |
| 2008      | «Интернационале»       | Милан             |
| 2009      | «Интернационале»       | Милан             |
| 2010      | «Интернационале»       | Милан             |
| 2011      | «Милан»                | Милан             |
| 2012      | «Ювентус»              | Турин             |
| 2013      | «Ювентус»              | Турин             |
| 2014      | «Ювентус»              | Турин             |
| 2015      | «Ювентус»              | Турин             |
| 2016      | «Ювентус»              | Турин             |
| 2017      | «Ювентус»              | Турин             |
| 2018      | «Ювентус»              | Турин             |
| 2019      | «Ювентус»              | Турин             |
| 2020      | «Ювентус»              | Турин             |
| 2021      | «Интернационале»       | Милан             |
| 2022      | «Милан»                | Милан             |
| 2023      | «Наполи»               | Неаполь           |
| 2024      | «Интернационале»       | Милан             |
| 2025      | «Наполи»               | Неаполь           |

* — «Торино» и «Ювентус» были лишены титула.
** — Чемпионат Северной Италии; титул «Специи» был официально признан Итальянской федерацией футбола в 2002 году.
*** — В сезоне 1945/46 Серии А и В провели чемпионат в двух группах, после чего проводилась финальная стадия.

## Достижения клубов
| №  | Клуб                     | Чемпион | Вице-чемпион | Бронзовый призёр |
| -- | ------------------------ | --- | --- | --- |
| 1  | «Ювентус»                | 36 (1905, 1926, 1931, 1932, 1933, 1934, 1935, 1950, 1952, 1958, 1960, 1961, 1967, 1972, 1973, 1975, 1977, 1978, 1981, 1982, 1984, 1986, 1995, 1997, 1998, 2002, 2003, 2012, 2013, 2014, 2015, 2016, 2017, 2018, 2019, 2020) | 20 (1903, 1904, 1906, 1938, 1946, 1947, 1953, 1954, 1963, 1974, 1976, 1980, 1983, 1987, 1992, 1994, 1996, 2000, 2001, 2009) | 13 (1901, 1910, 1927, 1930, 1940, 1943, 1951, 1968, 1970, 1979, 2004, 2008, 2024)                                     |
| 2  | «Интернационале»         | 20 (1910, 1920, 1930, 1938, 1940, 1953, 1954, 1963, 1965, 1966, 1971, 1980, 1989, 2006, 2007, 2008, 2009, 2010, 2021, 2024)                                                                                                 | 17 (1933, 1934, 1935, 1941, 1949, 1951, 1962, 1964, 1967, 1970, 1993, 1998, 2003, 2011, 2020, 2022, 2025)                   | 19 (1914, 1915, 1919, 1939, 1944, 1950, 1952, 1956, 1959, 1961, 1983, 1985, 1987, 1990, 1991, 1997, 2002, 2005, 2023) |
| 3  | «Милан»                  | 19 (1901, 1906, 1907, 1951, 1955, 1957, 1959, 1962, 1968, 1979, 1988, 1992, 1993, 1994, 1996, 1999, 2004, 2011, 2022) | 16 (1902, 1948, 1950, 1952, 1956, 1961, 1965, 1971, 1972, 1973, 1990, 1991, 2005, 2012, 2021, 2024)                         | 17 (1938, 1941, 1949, 1953, 1954, 1960, 1963, 1964, 1969, 1976, 1989, 2000, 2003, 2006, 2009, 2010, 2013)             |
| 4  | «Дженоа»                 | 9 (1898, 1899, 1900, 1902, 1903, 1904, 1915, 1923, 1924) | 4 (1901, 1905, 1928, 1930)                                                                                                  | 3 (1906, 1909, 1938)                                                                                                  |
| 5  | «Торино»                 | 7 (1928, 1943, 1946, 1947, 1948, 1949, 1976) | 7 (1907, 1915, 1929, 1939, 1942, 1977, 1985)                                                                                | 7 (1936, 1937, 1965, 1972, 1978, 1980, 1992)                                                                          |
| 6  | «Болонья»                | 7 (1925, 1929, 1936, 1937, 1939, 1941, 1964) | 7 (1921, 1924, 1926, 1927, 1932, 1940, 1966)                                                                                | 3 (1931, 1933, 1967)                                                                                                  |
| 7  | «Про Верчелли»           | 7 (1908, 1909, 1911, 1912, 1913, 1921, 1922) | 1 (1910) | — |
| 8  | «Наполи»                 | 4 (1987, 1990, 2023, 2025) | 8 (1968, 1975, 1988, 1989, 2013, 2016, 2018, 2019)                                                                          | 11 (1933, 1934, 1966, 1971, 1974, 1981, 1986, 2011, 2014, 2017, 2022)                                                 |
| 9  | «Рома»                   | 3 (1942, 1983, 2001) | 14 (1931, 1936, 1981, 1984, 1986, 2002, 2004, 2006, 2007, 2008, 2010, 2014, 2015, 2017)                                     | 8 (1929, 1932, 1955, 1975, 1982, 1988, 2016, 2018)                                                                    |
| 10 | «Лацио»                  | 2 (1974, 2000) | 7 (1913, 1914, 1923, 1937, 1995, 1999, 2023)                                                                                | 7 (1956, 1957, 1973, 1996, 2001, 2007, 2015)                                                                          |
| 11 | «Фиорентина»             | 2 (1956, 1969) | 5 (1957, 1958, 1959, 1960, 1982)                                                                                            | 7 (1935, 1941, 1954, 1962, 1977, 1984, 1999)                                                                          |
| 12 | «Кальяри»                | 1 (1970) | 1 (1969) | — |
| 13 | «Сампдория»              | 1 (1991) | — | 1 (1994) |
| 14 | «Казале»                 | 1 (1914) | — | — |
| 15 | «Новезе»                 | 1 (1922) | — | — |
| 16 | «Эллас Верона»           | 1 (1985) | — | — |
| 17 | «Миланезе»               | — | 2 (1908, 1909) | 1 (1905) |
| 18 | «Интернационале (Турин)» | — | 2 (1898, 1899) | — |
| 19 | «Виченца»                | — | 2 (1911, 1978) | — |
| 20 | «Ливорно»                | — | 2 (1920, 1943) | — |
| 21 | «Альба»                  | — | 2 (1925, 1926) | — |
| 22 | «Венеция»                | — | 1 (1912) | 2 (1942, 1944) |
| 23 | «Удинезе»                | — | 1 (1955) | 2 (1998, 2012) |
| 24 | «Парма»                  | — | 1 (1997) | 2 (1993, 1995) |
| 25 | «Торинезе»               | — | 1 (1900) | — |
| 26 | «Пиза»                   | — | 1 (1921) | — |
| 27 | «Сампьердаренезе»        | — | 1 (1922) | — |
| 28 | «Фортитудо Рома»         | — | 1 (1922) | — |
| 29 | «Савойя»                 | — | 1 (1924) | — |
| 30 | «Триестина»              | — | 1 (1948) | — |
| 31 | «Перуджа»                | — | 1 (1979) | — |
| 32 | «Аталанта»               | — | — | 4 (2019, 2020, 2021, 2025)                                                                                            |
| 33 | «Андреа Дориа»           | — | — | 2 (1907, 1908) |
| 34 | «Алессандрия»            | — | — | 1 (1928) |
| 35 | «Модена»                 | — | — | 1 (1947) |
| 36 | «Падова»                 | — | — | 1 (1958) |

### Выступления по областям
| Область        | Титулов | Клубы-победители                                                             |
| -------------- | ------- | ---------------------------------------------------------------------------- |
| Пьемонт        | 52      | «Ювентус» (36), «Торино» (7), «Про Верчелли» (7), «Казале» (1), «Новезе» (1) |
| Ломбардия      | 39      | «Интернационале» (20), «Милан» (19)                                          |
| Лигурия        | 10      | «Дженоа» (9), «Сампдория» (1)                                                |
| Эмилия-Романья | 7       | «Болонья» (7)                                                                |
| Лацио          | 5       | «Рома» (3), «Лацио» (2)                                                      |
| Кампания       | 4       | «Наполи» (4)                                                                 |
| Тоскана        | 2       | «Фиорентина» (2)                                                             |
| Сардиния       | 1       | «Кальяри» (1)                                                                |
| Венеция        | 1       | «Эллас Верона» (1)                                                           |

### Выступления по городам
| Город             | Титулов | Клубы-победители                    |
| ----------------- | ------- | ----------------------------------- |
| Турин             | 43      | «Ювентус» (36), «Торино» (7)        |
| Милан             | 39      | «Интернационале» (20), «Милан» (19) |
| Генуя             | 10      | «Дженоа» (9), «Сампдория» (1)       |
| Болонья           | 7       | «Болонья» (7)                       |
| Верчелли          | 7       | «Про Верчелли» (7)                  |
| Рим               | 5       | «Рома» (3), «Лацио» (2)             |
| Неаполь           | 4       | «Наполи» (4)                        |
| Флоренция         | 2       | «Фиорентина» (2)                    |
| Кальяри           | 1       | «Кальяри» (1)                       |
| Казале Монферрато | 1       | «Казале» (1)                        |
| Нови-Лигуре       | 1       | «Новезе» (1)                        |
| Верона            | 1       | «Эллас Верона» (1)                  |

## Бомбардиры за всю историю турнира (не менее 150 голов)
| №     | Имя                   | Годы      | Игр | Голов |
| ----- | --------------------- | --------- | --- | ----- |
| 1     | Сильвио Пиола         | 1929—1954 | 537 | 274   |
| 2     | Франческо Тотти       | 1992—2017 | 619 | 250   |
| 3     | Гуннар Нордаль        | 1948—1958 | 291 | 225   |
| 4-5   | Жозе Алтафини         | 1958—1976 | 459 | 216   |
| 4-5   | Джузеппе Меацца       | 1929—1947 | 365 | 216   |
| 6     | Антонио Ди Натале     | 2002—2016 | 440 | 208   |
| 7     | Роберто Баджо         | 1985—2004 | 452 | 205   |
| 8     | Чиро Иммобиле         | 2009—2024 | 353 | 201   |
| 9     | Курт Хамрин           | 1956—1971 | 400 | 190   |
| 10-12 | Джузеппе Синьори      | 1991—2004 | 344 | 188   |
| 10-12 | Алессандро Дель Пьеро | 1993—2012 | 478 | 188   |
| 10-12 | Альберто Джилардино   | 2002—2018 | 490 | 188   |
| 13    | Габриэль Батистута    | 1991—2003 | 318 | 184   |
| 14    | Фабио Квальярелла     | 1999—2023 | 556 | 182   |
| 15    | Джампьеро Бониперти   | 1946—1961 | 444 | 178   |
| 16    | Амедео Амадеи         | 1936—1956 | 423 | 174   |
| 17    | Джузеппе Савольди     | 1965—1982 | 405 | 168   |
| 18    | Гульельмо Габетто     | 1934—1949 | 322 | 165   |
| 19    | Роберто Бонинсенья    | 1965—1979 | 366 | 163   |
| 20    | Лука Тони             | 2000—2016 | 337 | 157   |
| 21-23 | Златан Ибрагимович    | 1999—2023 | 283 | 156   |
| 21-23 | Луиджи Рива           | 1964—1976 | 289 | 156   |
| 21-23 | Филиппо Индзаги       | 1995—2012 | 370 | 156   |
| 21-23 | Роберто Манчини       | 1981—2000 | 541 | 156   |
| 24-26 | Луис Винисио          | 1955—1968 | 348 | 155   |
| 24-26 | Карло Регуццони       | 1929—1948 | 401 | 155   |
| 27-28 | Иштван Ньерш          | 1948—1956 | 236 | 153   |
| 27-28 | Эрнан Креспо          | 1996—2012 | 340 | 153   |

## Клубные рекорды
Больше всего сезонов в Лиге81, «Интернационале»
Больше всего чемпионатов выиграно«Ювентус» (36):
- 1905/1905, 1926/1926, 1930/1931, 1931/1932, 1932/1933, 1933/1934, 1934/1935, 1949/1950, 1951/1952, 1957/1958,
- 1959/1960, 1960/1961, 1966/1967, 1971/1972, 1972/1973, 1974/1975, 1976/1977, 1977/1978, 1980/1981, 1981/1982,
- 1983/1984, 1985/1986, 1994/1995, 1996/1997, 1997/1998, 2001/2002, 2002/2003, 2011/2012,
- 2012/2013, 2013/2014, 2014/2015, 2015/2016, 2016/2017, 2017/2018, 2018/2019, 2019/2020

Выиграно чемпионатов подряд«Ювентус» (9): 2011/12, 2012/13, 2013/14, 2014/15, 2015/2016, 2016/2017, 2017/2018, 2018/2019, 2019/2020
Больше всего побед подряд17, «Интернационале», 2006/07
Больше всего матчей без поражений подряд58, «Милан» (26 мая 1991 — 21 марта 1993)
Больше всего выигранных матчей«Ювентус» (1343)
Больше всего набранных очков за сезон
«Ювентус» (102): 2013/14
Больше всего забитых голов«Ювентус» (4381): в среднем 1.72 гола за матч
Больше всего забитых голов за сезон125, «Торино», 1947/1948
Меньше всего забитых голов за сезон11, «Бари», 1969/1970
Больше всего пропущенных голов за сезон91, «Казале», 1933/1934
Меньше всего пропущенных голов за сезон11, «Кальяри», 1969/1970
Больше всего побед за сезон«Ювентус» (33): 2013/14
Меньше всего побед за сезон1, «Варезе», 1971/1972. «Катания», 1983/1984.
Больше всего ничьих за сезон22, «Мантова», 1966/1967
Меньше всего ничьих за сезон1, «Наполи», 1930/1931
Больше всего поражений за сезон27, «Венеция», 1949/1950
Меньше всего поражений за сезон0, «Перуджа», 1978/1979. «Милан», 1991/1992. «Ювентус», 2011/2012
Самый результативный матч«Милан» — «Аталанта» 9:3, 1972/1973
Больше всего не-итальянцев, представляющих одну страну, в стартовой заявке7, «Интернационале» против «Тревизо», 18 января 2006, (Хавьер Санетти, Вальтер Самуэль, Николас Бурдиссо, Эстебан Камбьяссо, Хуан Себастьян Верон, Кили Гонсалес и Хулио Крус, все аргентинцы).

## Индивидуальные рекорды

### Количество выигранных чемпионатов (тренеры)
7 чемпионатов
- Джованни Траппатони (6 с «Ювентусом» + 1 с «Интернационале»)

6 чемпионатов
- Массимилиано Аллегри (5 с «Ювентусом» +1 с «Миланом»)

5 чемпионатов
- Фабио Капелло (4 с «Миланом» + 1 с «Ромой») (без чемпионств 04/05 и 05/06 с «Ювентусом»)
- Марчелло Липпи (все с «Ювентусом»)
- Антонио Конте (3 c «Ювентусом» +1 с «Интернационале» + 1 с «Наполи»)

4 чемпионата
- Карло Каркано (все с «Ювентусом»)
- Херманн Фельснер (все с «Болоньей»)

3 чемпионата
- Роберто Манчини (все с «Интернационале»)
- Уильям Гарбатт (все с «Дженоа»)
- Эленио Эррера (все с «Интернационале»)
- Арпад Вейс (два с «Болоньей» + 1 с «Интернационале»)

### Количество выигранных чемпионатов (игроки)
10 чемпионатов
- Джанлуиджи Буффон (все с «Ювентусом»)

9 чемпионатов
- Леонардо Бонуччи (1 с «Интернационале» + 8 с «Ювентусом»)
- Джорджо Кьеллини (все с «Ювентусом»)

8 чемпионатов
- Вирджинио Розетта (2 с «Про Верчелли» + 6 с «Ювентусом»)
- Джованни Феррари (5 с «Ювентусом» + 2 с «Интернационале» + 1 с «Болоньей»)
- Джузеппе Фурино (все с «Ювентусом»)
- Андреа Бардзальи (все с «Ювентусом»)

7 чемпионатов
- Роберто Беттега (все с «Ювентусом»)
- Алессандро Костакурта (все с «Миланом»)
- Паоло Мальдини (все с «Миланом»)
- Гаэтано Ширеа (все с «Ювентусом»)
- Чиро Феррара (2 с «Наполи» + 5 с «Ювентусом»)
- Штефан Лихтштайнер (все с «Ювентусом»)
- Клаудио Маркизио (все с «Ювентусом»)

6 чемпионатов
- Гвидо Ара (все с «Про Верчелли»)
- Эдоардо Пастер (все с «Дженоа»)
- Джеймс Ричардсон Спенсли (все с «Дженоа»)
- Гульельмо Габетто (1 с «Ювентусом»+ 5 с «Торино»)
- Пьетро Феррарис (2 с «Интернационале» + 4 с «Торино»)
- Антонелло Куккуредду (все с «Ювентусом»)
- Клаудио Джентиле (все с «Ювентусом»)
- Франко Барези (все с «Миланом»)
- Антонио Кабрини (все с «Ювентусом»)
- Франко Каузио (все с «Ювентусом»)
- Дино Дзофф (все с «Ювентусом»)
- Роберто Донадони (все с «Миланом»)
- Алессандро Дель Пьеро (все с «Ювентусом»)
- Деян Станкович (1 с «Лацио» + 5 с «Интернационале»)
- Вальтер Самуэль (1 с «Ромой» + 5 с «Интернационале»)
- Андреа Пирло (2 с «Миланом»+ 4 с «Ювентусом»)
- Квадво Асамоа (все с «Ювентусом»)
- Мартин Касерес (все с «Ювентусом»)

5 чемпионатов
- Вальтер Агар (все с «Дженоа»)
- Генри Депплс (все с «Дженоа»)
- Джованни Инноченти (все с «Про Верчелли»)
- Пьетро Леоне (все с «Про Верчелли»)
- Феличе Милано (все с «Про Верчелли»)
- Джузеппе Милано (все с «Про Верчелли»)
- Карло Рампини (все с Про Верчелли)
- Ренато Чезарини (все с «Ювентусом»)
- Раймундо Орси (все с «Ювентусом»)
- Умберто Калигарис (все с «Ювентусом»)
- Марио Варльен (все с «Ювентусом»)
- Джампьеро Комби (все с «Ювентусом»)
- Джузеппе Грезар (все с «Торино»)
- Валентино Маццола (все с «Торино»)
- Франко Оссола (все с «Торино»)
- Эцио Лоик (все с «Торино»)
- Лоренцо Буффон (4 с «Миланом» + 1 с «Интернационале»)
- Сандро Сальвадоре (2 с «Миланом» + 3 с «Ювентусом»)
- Джампьеро Бониперти (все с «Ювентусом»)
- Тарчизио Бурньич (1 с «Ювентусом» + 4 с «Интернационале»)
- Франческо Морини (все с «Ювентусом»)
- Лучано Спинози (все с «Ювентусом»)
- Марко Тарделли (все с «Ювентусом»)
- Пьетро Фанна (3 с «Ювентусом»+ 1 с «Вероной» + 1 с «Интернационале»)
- Себастьяно Росси (все с «Миланом»)
- Деметрио Альбертини (все с «Миланом»)
- Мауро Тассотти (все с «Миланом»)
- Антонио Конте (все с «Ювентусом»)
- Алессио Таккинарди (все с «Ювентусом»)
- Иван Рамиро Кордоба (все с «Интернационале»)
- Хавьер Санетти (все с «Интернационале»)
- Жулио Сезар (все с «Интернационале»)
- Марко Матерацци (все с «Интернационале»)
- Симоне Падоин (все с «Ювентусом»)
- Пауло Дибала (все с «Ювентусом»)
- Даниеле Ругани (все с «Ювентусом»)
- Сами Хедира (все с «Ювентусом»)
- Хуан Куадрадо (все с «Ювентусом»)
- Алекс Сандро (все с «Ювентусом»)

### По сыгранным матчам
Общее количество
1. Джанлуиджи Буффон 657 (1995—2021)
2. Паоло Мальдини 647 (1984—2009)
3. Франческо Тотти 619 (1992—2017)
4. Хавьер Санетти 615 (1995—2014)
5. Джанлука Пальюка 592 (1987—2007)
6. Дино Дзофф 570 (1961—1983)
7. Самир Ханданович 566 (2005—2023)
8. Пьетро Верховод 562 (1980—2000)
9. Фабио Квальярелла 556 (1999—2023)
10. Роберто Манчини 541 (1981—2000)
11. Сильвио Пиола 537 (1930—1954)
12. Энрико Альбертози 532 (1959—1980)
13. Джанни Ривера 527 (1959—1979)
14. Джузеппе Бергоми 519 (1981—1999)
15. Альберто Джилардино 514 (1999—2017)
16. Чиро Феррара 500 (1985—2005)

Старейшие игроки
1. Марко Баллотта 44 года и 38 дней (последняя игра: 11 мая 2008, «Лацио»)
2. Джанлуиджи Буффон 43 года и 106 дней (последняя игра: 12 мая 2021, «Ювентус»)
3. Франческо Антониоли 42 года и 235 дней (последняя игра: 29 апреля 2012, «Чезена»)
4. Дино Дзофф 41 год и 76 дней (последняя игра: 15 мая 1983, «Ювентус»)
5. Алессандро Костакурта 41 год и 25 дней (последняя игра: 19 мая 2007, «Милан»)
6. Пьетро Верховод 41 год и 10 дней (последняя игра: 16 апреля 2000, «Пьяченца»)
7. Паоло Мальдини 40 лет и 339 дней (последняя игра: 31 мая 2009, «Милан»)
8. Хавьер Санетти 40 лет и 273 дней (последняя игра: 18 мая 2014, «Интер»)
9. Даниеле Балли 40 лет и 231 дней (последняя игра: 4 мая 2008, «Эмполи»)
10. Франческо Тотти 40 лет и 214 дней (последняя игра: 28 мая 2017, «Рома»)
11. Сильвио Пиола 40 лет и 159 дней (последняя игра: 7 марта 1954, «Новара»)
12. Энрико Альбертози 40 лет и 100 дней (последняя игра: 10 февраля 1980, «Милан»)
13. Джанлука Пальюка 40 лет и 92 дня (последняя игра: 18 февраля 2007, «Асколи»)
14. Лука Буччи 40 лет и 37 дней (последняя игра: 19 апреля 2009, «Наполи»)
15. Джанлука Берти 39 лет и 333 дня (последняя игра: 18 апреля 2007, «Сампдория»)

Самые молодые игроки
1. Амедео Амадеи, «Рома», 15 лет, 9 месяцев и 6 дней (2 мая 1937)
2. Джанни Ривера, «Алессандрия», 15 лет, 9 месяцев, 15 дней (2 июня 1959)

Самый молодой иностранец
1. Валерий Божинов 15 лет, 11 месяцев и 7 дней (22 января 2002)

Самый возрастной дебютант
1. Ренато Ниджотти, «Палермо». Свой первый матч он сыграл, когда ему было 34 года 4 месяца и 26 дней 19 февраля 1933 года в матче «Палермо» — «Торино».

### Прочее
- Число голов в одном матче: 14. «Ювентус» — «Торино» (6:8).
- Единственный матч, завершившийся с двузначным счётом: «Торино» — «Алессандрия» в сезоне 1947/1948 (10:0).
- Самая длинная «сухая» серия вратаря (без пропущенных мячей): 974 минуты — Джанлуиджи Буффон, «Ювентус»
- Самое быстрое удаление: на 10 секунде — Джузеппе Лоренцо, «Болонья».
- Рекордсмен по количеству голов со штрафных ударов — Синиша Михайлович, Андреа Пирло, 28 мячей.
- Самый быстрый гол в истории Серии А: 6,2 секунд — Рафаэл Леан, в сезоне 2020/2021.